# Campionato svizzero di hockey su ghiaccio 1934-1935

## Campionato Internazionale

### Partecipanti
Arosa · 
 Berna · 
 GG Bern · 
 Château-d'Œx · 
 Davos · 
 Grasshopper Club · 
 St. Moritz · 
 Star Lausanne · 
 Zürcher SC

### Verdetti
| Campionato Internazionale 1934-1935 |
| ----------------------------------- |
| Davos                               |